# Enteromius paludinosus
Enteromius paludinosus  (Syn.: Barbus paludinosus) ist eine kleine, in weiten Teilen Ost- und Südafrikas verbreitete Barbenart. Das Verbreitungsgebiet reicht von Äthiopien im Norden über Ostafrika südlich bis nach KwaZulu-Natal und reicht südlich des Kongobeckens westwärts bis Angola. Im Kongobecken kommt Enteromius paludinosus im Mwerusee, im Luapula, im oberen Lualaba, im Lufira und oberen Lulua vor.

## Merkmale
Enteromius paludinosus erreicht eine Maximallänge von 15 cm. Der Kopf ist zugespitzt, der Körper schlank. Am kleinen Maul finden sich normalerweise zwei kurze Bartelpaare. Die Fische sind auf dem Rücken olivgrau, an den Seiten und am Bauch silbrig. Auf den Körperseiten ist manchmal ein dunkler Längsstreifen vorhanden. Die Flossen sind farblos. Der letzte unverzweigte Flossenstrahl der Rückenflosse ist lang, fest und an seiner Hinterseite gezähnt.
- Flossenformel: Dorsale iii/7; Anale iii/5.
- Schuppenformel: SL 32-36/16.

## Lebensweise
Enteromius paludinosus bevorzugt stehende oder langsam fließende, dicht mit Pflanzen bewachsene Gewässer. Er ernährt sich von Insekten, kleinen Krebstieren und Schnecken, Grünalgen und Kieselalgen sowie von Detritus. Die Fortpflanzungszeit liegt im Sommer. Die Fische laichen zwischen Wasserpflanzen. Zu den Fressfeinden der Art gehören der Afrikanische Raubwels, Hydrocynus- und Serranochromis-Arten sowie Wasservögel.